# Paul Kaba Thieba

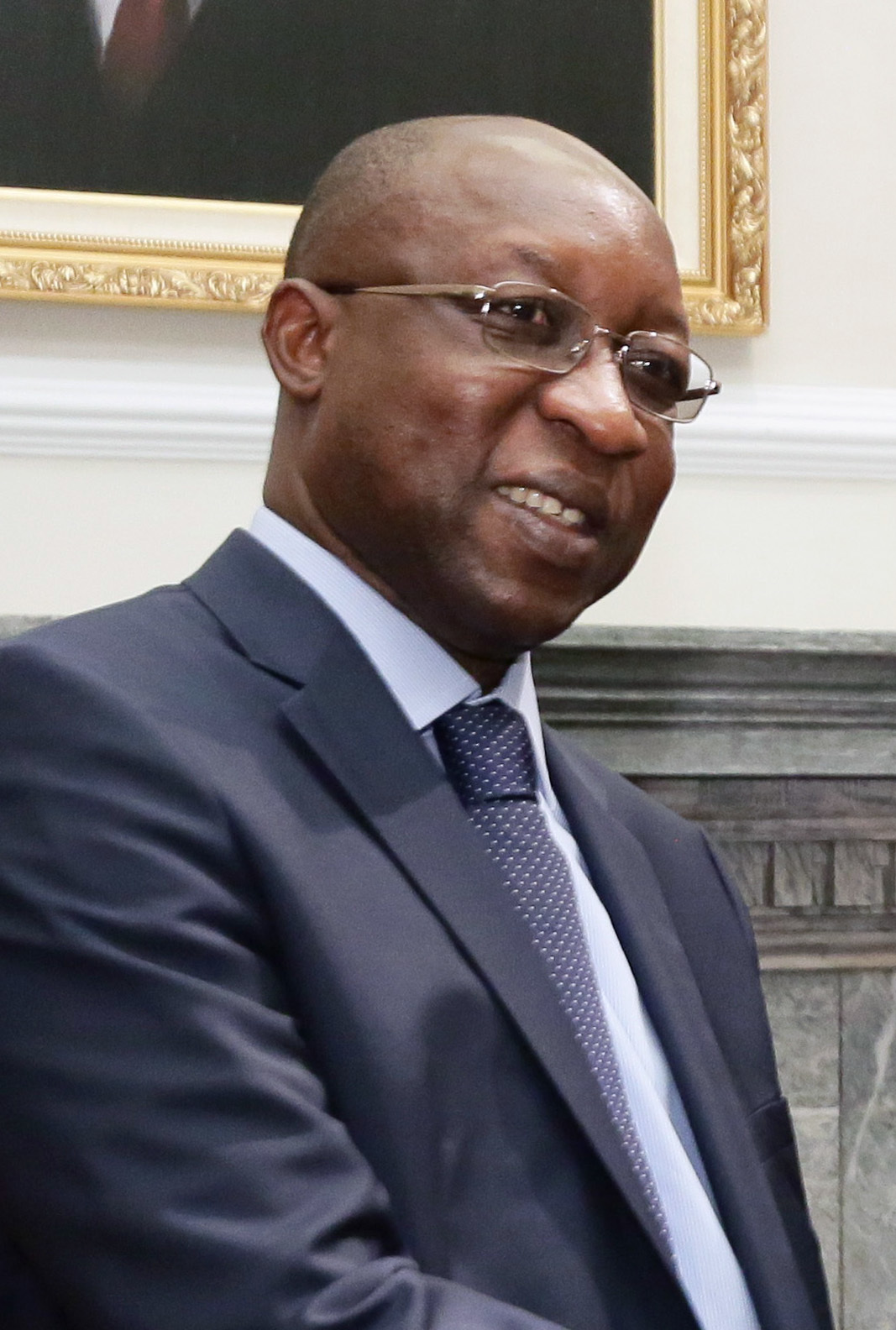
Paul Kaba Thieba (2016)

Paul Kaba Thieba (* 28. Juli 1960 in Bobo-Dioulasso, Obervolta) ist ein Politiker aus Burkina Faso. Vom 6. Januar 2016 bis zum 18. Januar 2019 war er Regierungschef des Landes.

## Leben
Thieba studierte an der Universität Ouagadougou, an der Universität Paris V und an der Universität Pierre Mendès-France Grenoble II. Thieba war an der Westafrikanischen Zentralbank tätig. Als Nachfolger von Isaac Zida wurde er am 6. Januar 2016 Premierminister von Burkina Faso. Seine erste politische Bewährungsprobe erlebte er kurz nach Amtsantritt, als ein Hotel in der Hauptstadt von Islamisten gestürmt wurde und dieses Hotel von Regierungstruppen wieder befreit wurde. Am 18. Januar 2019 legte er, wie auch die übrigen Mitglieder des Kabinetts, sein Amt nieder. Gründe für diesen Schritt wurden nicht angegeben. In der Zeit zuvor waren Rücktrittsforderungen gegenüber ihm sowie dem Verteidigungs- und dem Sicherheitsminister laut geworden, nachdem es eine Reihe von Entführungen ausländischer Staatsbürger gegeben hatte. Ein konkreter Verdacht, wer dafür verantwortlich sei, wurde bisher nicht geäußert; die Gebiete, in denen es derartige Vorkommnisse gegeben hatte, gelten aber als Operationsgebiet von Gruppen, die al-Qaida nahestehen. Am 21. Januar 2019 ernannte Staatspräsident Kaboré den Wirtschaftsfachmann Christophe Dabiré zu Thiebas Nachfolger.
Thieba ist verheiratet und hat drei Kinder.